# Миклуха, Михаил Николаевич
Михаи́л Никола́евич Миклу́ха (1856—1927) — русский геолог; младший брат путешественника Н. Н. Миклухо-Маклая и героя Цусимы В. Н. Миклухи.

## Происхождение
Старший брат Михаила, Николай на полях рукописи очерка о своей жизни и путешествиях, который ему представил для ознакомления Э. С. Томассен:относительно своего происхождения Миклухо-Маклай, сделал заметки о происхождении:

Мои предки родом из Украины, и были запорожскими казаками с Днепра. После аннексии Украины Степан, один из членов семьи, служил сотником (высшее казачье офицерское звание) под командованием генерала графа Румянцева и отличился при штурме турецкой крепости Очаков, указом Екатерины II было дано дворянское звание.
Оригинальный текст (англ.)My ancestors came originally from the Ukraine, and were Zaporogg-cossacks of the Dnieper. After the   annexation of the Ukraine, Stepan, one of the family, served as sotnik (a superior Cossack officer) under General Count Rumianzoff, and having distinguished himself at the storming of the Turkish fortress of Otshakoff, was by   ukase of Catherine II created a noble...

Документальных доказательств пожалования дворянства роду Миклух не существует. Но материалы первой половины XIX века называют Степана Степановича Миклуху «происходящим из личных дворян», а членов рода — «корнетскими детьми»
Михаил Миклуха родился 31 марта 1856 года, был младшим сыном в семье — последний 5-й ребёнок; отец, Николай Ильич Миклуха (1818—1858), инженер-путеец умер когда младшему сыну не было ещё двух лет. Все заботы о семье легли на плечи вдовы, Екатерины Семёновны — дочери героя Отечественной войны 1812 года полковника С. И. Беккера.

## Биография
После окончания Первого Санкт-Петербургского реального училища — в 1876 году он стал одним из двух выпускников химического отделения дополнительного класса — Михаил Миклуха поступил в Горный институт в Петербурге. Окончив его в 1882 году, уехал в Германию, где в Мюнхенском университете слушал лекции и работал под руководством профессора Р. Гертвича.
В мае 1886 года Михаил поступил в распоряжение Общества Путиловских заводов, но по поручению Минералогического общества начал проводить геологические исследования сначала в Волынской губернии, а затем и на Северо-Западе России — в районе Ладожского озера. Эти исследования были использованы при составлении первой геологической карты Европейской части России.
Им была проведена тщательная редакция «Дневника Туруханской экспедиции 1866 года» И. А. Лопатина для публикации этого труда в «Записках Императорского Русского географического общества». Он так же принимал участие в работе по составлению «Русской геологической библиотеки», издававшейся С. Н. Никитиным.
В течение семи лет он работал в музее Горного института, но его больше интересовала практическая деятельность. Он занимался геологическими исследованиями восточного побережья Белого моря, а так же Хиловских минеральных источников. Ему принадлежат работы по разведке и описанию месторождения каолина в районе Умани, в Киевской губернии, силиката, крайне необходимого для производства алюминия. В конце 1890-х годов, он покинул Петербург и переехал в г. Малина, где проживал до 1923 года, после чего возвратился в Петроград, на службу в Геологический комитет, где продолжил работу по составлению Русской геологической библиотеки.
Скончался 2 апреля 1927 года и был похоронен на Волковском кладбище.

## Семья
У Михаила Николаевича Миклухи было трое детей:
- Александр (1887—1947)
- Серафима (1889—1971)
- Николай (1899—1956).

Серафима Михайловна жила в Ленинграде на Васильевском острове и была хранительницей семейных преданий, реликвий и фамильного архива. Она вышла замуж за двоюродного брата Дмитрия Сергеевича, сына Сергея Николаевича. Родившиеся у них сыновья стали известными учёными:
- Миклухо-Маклай, Артемий Дмитриевич (1908—1981) — геолог, выпускник Горного института, кандидат геолого-минералогических наук;
- Миклухо-Маклай, Андрей Дмитриевич (1914—1965) — геолог, палеонтолог, доктор геолого-минералогических наук, профессор Ленинградского университета;
- Миклухо-Маклай, Николай Дмитриевич (1915—1975) — историк, выпускник восточного факультета Ленинградского университета, кандидат исторических наук,автор трёхтомного труда по ирано-таджикскому источниковедению.